# کوندل
کوندل (به آلمانی: Kundl) یک منطقهٔ مسکونی در اتریش است که در ناحیه کوفستاین واقع شده‌است. کوندل ۲۱٫۹ کیلومتر مربع مساحت دارد ۵۲۶ متر بالاتر از سطح دریا واقع شده‌است.